# Fritz Weinzinger
Fritz Weinzinger (* 14. Juli 1890 in Weidling, Klosterneuburg; † 22. Mai 1963) war ein österreichischer Sprinter und Weitspringer.
Bei den Olympischen Spielen 1912 in Stockholm schied er über 100 m und in der 4-mal-100-Meter-Staffel im Vorlauf aus.

## Persönliche Bestzeiten
- 100 m: 10,8 s, 3. Oktober 1909, Wien (ehemaliger nationaler Rekord)
- 200 m: 23,4 s, 25. Oktober 1908, Wien (ehemaliger nationaler Rekord)
- Weitsprung: 6,85 m, 8. August 1909, Wien (ehemaliger nationaler Rekord)